# 2017년 IBSF 세계 선수권 대회
2017년 FIBT 세계 선수권 대회는 2017년 독일 쾨니그제에서 열렸다.